# Celia peuceta
Celia peuceta (ou simplement Cælia) est une ancienne ville de l'Italie préromaine qui se trouvait sur le site de l'actuel quartier de Ceglie del Campo, dans la commune de Bari, dans les Pouilles. Il ne faut pas la confondre avec Kailia (Ceglie Messapica), située dans la province de Brindisi.

## Origine
L'ancien centre peucétien de Καιλία, identifié avec la Caelia romaine , se dressait à 70 m d'altitude sur un plateau bordé à l'est et à l'ouest par les ruisseaux Fitta et Picone, à 5 km au sud de Bari, où se trouvent aujourd'hui Ceglie del Campo et Carbonara di Bari (it). Les sources littéraires ne disent rien de son origine, bien qu'elle soit citée par de nombreux écrivains et historiens latins et grecs, dont Strabon, Claude Ptolémée et par des sources géographiques et itinérantes (Table de Peutinger et Cosmographie de Ravenne).
Les fouilles archéologiques ont montré que le plateau sur lequel la ville a été construite et ses environs étaient déjà fréquentés à l'Âge du bronze.

## Histoire

### Âge du fer
L'Âge du fer est attesté par quelques fragments de céramique trouvés soit le long du chemin de la lame Fitta, soit dans certaines grottes artificielles des zones de Reddito, Buterrito, Tufaia, situées à l'est de la ville moderne.
Les VIIe et VIe siècles av. J.-C. sont documentés par les zones de nécropoles, identifiées dans le circuit des murailles : la principale semble être celle de la zone de Sant'Angelo, au nord-ouest du centre moderne de Ceglie. La typologie des tombes est variée : fosse, creusée dans le talus rocheux, avec le défunt placé en position accroupie et autour duquel sont disposés les objets funéraires (essentiellement constitués de céramiques géométriques des Pouilles et de céramiques achromatiques) ; sarcophages, fermés par des dalles de pierre portant parfois des traces de décoration picturale, et tombes plus monumentales du type à demi-chambre, dotées d'un riche mobilier funéraire.
Entre les Ve et IVe siècles av. J.-C. on assiste au développement d'une véritable agglomération urbaine, défendue par un mur d'enceinte de 5 km de long, aujourd'hui conservé seulement sur quelques tronçons à cause d'un démantèlement systématique effectué au cours des premières années du XXe siècle (les blocs ont en effet été réutilisés pour la construction du front de mer de Bari). La structure, dotée de quatre portes, était une double courtine, réalisée avec des blocs bruts de différentes dimensions, logés sans mortier à l'aide de cales, et un remplissage interne constitué de pierres. Le parcours peut être facilement reconstitué à partir des vestiges trouvés et des traces de photographies aériennes tant à l'est qu'à l'ouest, également parce qu'il est conditionné par la présence des deux ruisseaux. Il est encore visible sur certains tronçons du côté sud, dans la zone de Porta Mura, tandis que le tronçon nord est plus problématique : certains chercheurs ont en effet tendance à inclure une bonne partie du centre moderne de Carbonara di Bari, tandis que d'autres ont tendance à se tourner plutôt vers le nord-ouest de l'actuelle Ceglie del Campo.

### Grande Grèce
À l'époque hellénistique, la ville atteint son plein développement, démontré par la découverte de nombreuses tombes, avec des objets funéraires riches en céramique à figures noires ou céramique à figures rouges, appartenant à la classe dirigeante hautement hellénisée.
Dans le mobilier funéraire du Ve siècle av. J.-C., on trouve des vases provenant d'attique, comme ceux attribués au Peintre des Niobides, au Peintre d'Érétrie, au Peintre de Calliope et Crodo, ainsi que des ambres figurés produits en Lucanie et Daunie, et des statues, comme celle de l'Apollo saettante, produites à Métaponte. Vers le milieu du siècle, les relations de la ville avec les autres villes de la Grande-Grèce se renforcent, comme en témoignent la présence des premières productions de l'école « protolucana » (Pittore di Amykos (it)), mais aussi des produits de grands céramistes actifs dans la colonie de Thourioï (Pittore delle Carnee et Pittore della Nascita di Dioniso).

### Italie romaine
La ville conserve sa position au début de l'époque romaine lorsqu'elle devient une civitas sociorum, comme en témoignent les émissions de monnaies d'argent et de bronze du IIIe siècle av. J.-C. avec légende grecque ΚΑΙΛΙΝΩΝ. A cette époque se rapportent également quelques structures d'habitation qui témoignent de l'expansion de la ville sur une grande partie du plateau.
A la fin du IIIe siècle av. J.-C. on assiste à un appauvrissement progressif des marchandises, signe d'une crise du centre, peut-être aussi due à l'essor progressif de la ville de Barium, dont les structures portuaires se développent. Les seules preuves relatives à l'occupation de la zone à la fin de le République romaine proviennent des fouilles menées à Sant'Angelo, où ont été mises au jour de nombreuses citernes et fosses à déchets datant des IIIe et Ier siècles av. J.-C.. De plus, dans la localité de San Nicola, les fouilles ont permis de documenter une habitation archaïque et classique, sur laquelle se superposent des tombes du IIIe siècle av. J.-C. qui ont ensuite été recouvertes d'une couche de tuf pressé, ce qui démontre une nouvelle destination résidentielle pour la région à la fin de l'époque républicaine, confirmée par la découverte des restes d'une autre maison divisée en plusieurs pièces et datée de la même phase.
Lors de la réorganisation du territoire réalisée à partir de la Guerre sociale (89 av. J.-C.), la ville structurée en municipalité fut attribuée à la tribu Claudii, avec Barium et Rubi. C'est probablement à cette époque qu'elle fut placée sous la direction des Quattuorvirs, comme l'atteste une inscription du Ier siècle apr. J.-C.
À l'époque impériale, avec la construction de la Via Traiana, on assiste au développement du port de Barium , qui contribue au déclin de plusieurs centres de Peucezia intérieure, dont Caelia elle-même.

## Vestiges
Parmi les vestiges de l'ancienne Caelia, quelques nécropoles et quelques fragments épars des murs de la ville sont visibles.